# Saint-André-des-Eaux (Loira Atlantica)
Saint-André-des-Eaux è un comune francese di 5 454 abitanti situato nel dipartimento della Loira Atlantica nella regione dei Paesi della Loira.

## Società

### Evoluzione demografica
Abitanti censiti